# Thiện và ác

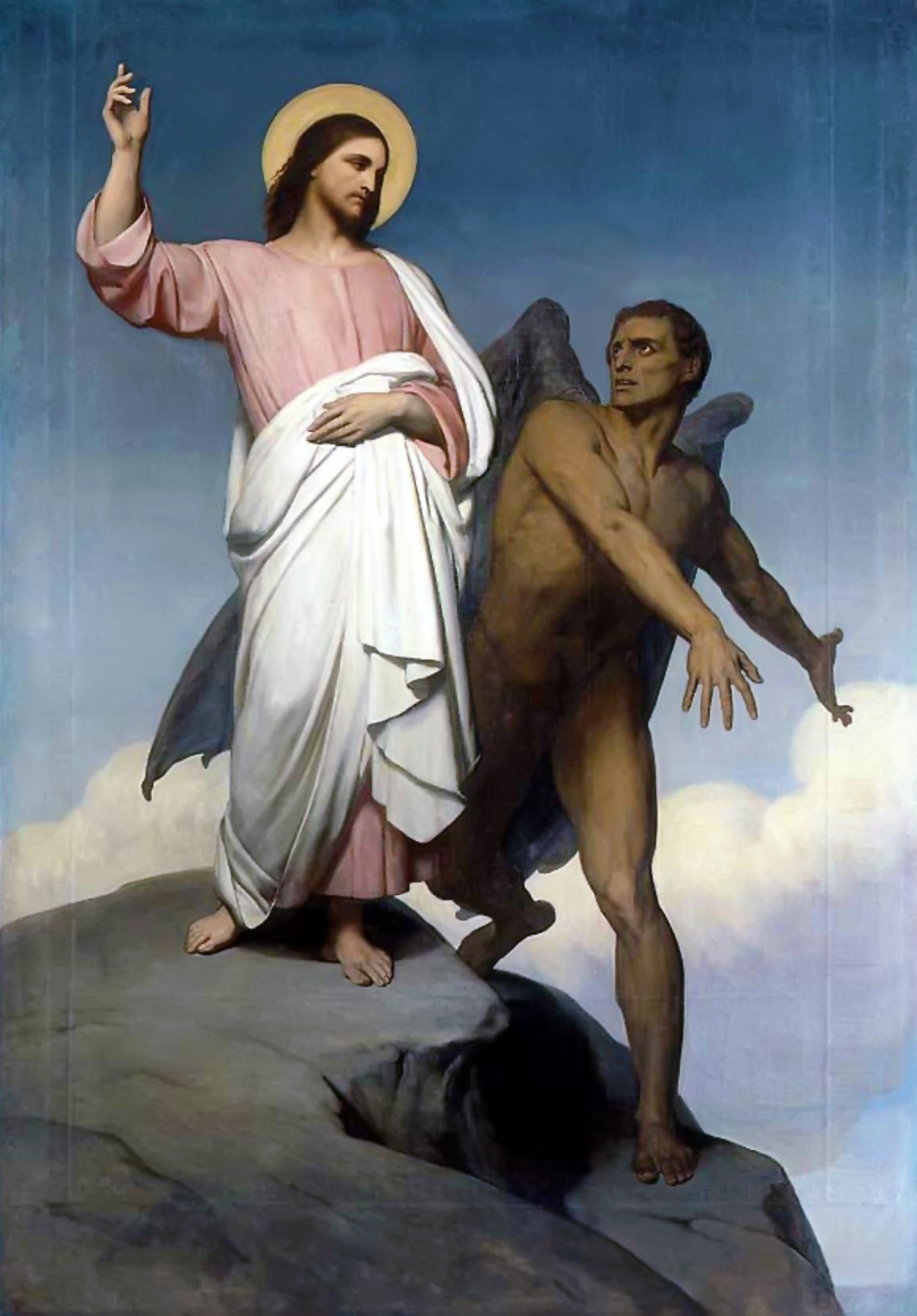
Ma quỷ, đối lập với ý muốn của Đức Chúa Trời, đại diện cho cái ác, đang cám dỗ Christ, hiện thân của tính cách và ý muốn của Đức Chúa Trời. Ary Scheffer, 1854.

Trong tôn giáo, đạo đức, triết học và tâm lý học, "thiện và ác" là một sự phân lập rất phổ biến. Trong các nền văn hóa có ảnh hưởng của các tôn giáo Mani giáo và Abraham, cái ác thường được coi là sự đối kháng nhị nguyên đối lập với cái thiện, trong đó cái thiện phải chiến thắng và cái ác phải bị đánh bại. Trong các nền văn hóa có ảnh hưởng tinh thần Phật giáo, cả thiện và ác đều được coi là một phần của tính đối ngẫu đối kháng mà bản thân nó phải được khắc phục thông qua việc đạt được Śūnyatā nghĩa là trống không theo nghĩa thừa nhận thiện và ác là hai nguyên tắc đối lập nhưng không phải là thực tại, làm mất đi tính hai mặt của chúng, và đạt được sự hợp nhất. Tính đơn nhất của cái thiện sẽ đảm bảo sự thịnh vượng vì chỉ có điều tốt mới tồn tại, trong khi tính đơn nhất của cái xấu sẽ dẫn đến sự diệt vong của chúng ta.
Cái ác, trong bối cảnh chung, là sự vắng mặt hoặc đối lập với cái được mô tả là cái thiện. Nó được thúc đẩy bởi sự sợ hãi và biểu hiện qua bạo lực và chia rẽ. Niềm tin của người Judeo-Cơ đốc giáo không tạo ra hình ảnh con người cho Satan như họ làm với Chúa, để củng cố niềm tin rằng Satan không hiện hình với bề ngoài giống con người. Những người trung thành với Chúa trong niềm tin Judeo-Christian, có góc nhìn cân bằng hơn với sự tồn tại của cái ác bằng cách thừa nhận rằng Chúa ban cho chúng ta ý chí tự do, và vì Satan tồn tại, một số sẽ bị cám dỗ bởi con rắn với quả táo của Adam & Eve. Con rắn đại diện cho một quy tắc đạo đức bị cái ác điều khiển, tại đó sự vĩ đại và thịnh vượng được đảm bảo nhưng không phải là động cơ, và hành động của chúng là phương tiện cho một số mục đích tư lợi. Thông thường, cái ác được mô tả sự vô luân sâu sắc. Trong một số bối cảnh tôn giáo nhất định, cái ác được mô tả như một thế lực siêu nhiên. Các định nghĩa về cái ác là khác nhau, cũng như việc phân tích động cơ của nó. Tuy nhiên, các yếu tố thường liên quan đến cái ác liên quan đến hành vi không cân bằng liên quan đến sự tư lợi, ích kỷ, thiếu hiểu biết hoặc bỏ bê.